# مگس‌گیر آبی بورنئو
مگس‌گیر آبی بورنئو (نام علمی: Cyornis superbus) نام یک گونه از سرده مگس‌گیرهای آبی است.